# 埼玉県立越谷特別支援学校
埼玉県立越谷特別支援学校（さいたまけんりつ こしがやとくべつしえんがっこう）は、埼玉県越谷市大字船渡字福島にある公立特別支援学校。

## 学部
- 小学部
- 中学部
- 高等部
- 寄宿舎

## 沿革
- 1977年4月 - 埼玉県立越谷養護学校が開校
- 1979年4月 - 高等部開設
- 1981年3月 - 体育館完成
- 2009年4月 - 埼玉県立越谷特別支援学校と改称

## 通学区域
- 越谷市
- 八潮市
- 草加市
- 三郷市
- 吉川市
- 北葛飾郡松伏町
- さいたま市
  - 緑区
  - 中央区のうち東北本線線路以東の地域
  - 浦和区のうち東北本線線路以東の地域
  - 南区のうち東北本線線路以東の地域
- 川口市のうち東北本線線路以東の地域
- 蕨市のうち東北本線線路以東の地域

## 交通
- 東武伊勢崎線せんげん台駅下車徒歩25分
- せんげん台駅東口から老人福祉センター行き茨城急行バス「大杉橋」下車徒歩10分（北越谷駅からも有）
- せんげん台駅東口から東埼玉テクノポリス行きタローズバス（平日のみ）「越谷特別支援学校入口」下車徒歩1分